# Denise Dowse
Denise Yvonne Dowse (Honolulu (Hawaï), 21 februari 1958 – Californië, 13 augustus 2022) was een Amerikaanse actrice.

## Biografie
Dowse werd geboren in Honolulu (Hawaï) als een dochter van een marineofficier. Zij studeerde af met een bachelor of arts aan de Norfolk State University in Norfolk (Virginia).

## Loopbaan
Dowse begon met acteren in 1989 in een aflevering van de televisieserie Almost There, waarin ze Angela Quartermane speelde. Ze werd bekend door haar rol van Yvonne Teasley in 23 afleveringen van Beverly Hills, 90210 (van 1990 tot 2000) en als rechter Rebecca Damsen in 32 afleveringen van The Guardian (van 2001 tot 2004).
Daarnaast had ze vanaf 1989 kleine rollen in meer dan 50 speelfilms en speelde ze in losse afleveringen van meer dan 80 televisieseries, waaronder Alf, Full House, Jake and the Fatman, Murphy Brown, Seinfeld, Buffy the Vampire Slayer, Law & Order, Touched by an Angel, ER, Charmed, Shark, The Mentalist, Monk en House M.D.. Ze regisseerde ook en was actief als stemacteur.

## Overlijden
Dowse stierf in Californië op 64-jarige leeftijd aan hersenvliesontsteking.